# Sérelemdíj

„Akit személyiségi jogában megsértenek, sérelemdíjat követelhet az őt ért nem vagyoni sérelemért.”

A sérelemdíj a 2014. március 15-én hatályba lépett magyar polgári törvénykönyv(a továbbiakban: Ptk.) 2:52. §-a által bevezetett új jogintézmény, amely magánjogi szankcióként a személyiségi jogok hatékonyabb védelmét szolgálja azzal, hogy a sérelem okozásáért felelős felek a sértett részére vagyoni elégtétel fizetésére kötelesek, ezáltal vagyoni eszközzel közvetetten kompenzálva a nem vagyoni sérelmet és elrettentve a jövőbeli hasonló jogsértésektől.

## A személyiségi jogok sérelme
A személyiségi jogok sérelmét jelenti különösen
- a) az élet, a testi épség és az egészség megsértése;
- b) a személyes szabadság, a magánélet, a magánlakás megsértése;
- c) a személy hátrányos megkülönböztetése;
- d) a becsület és a jóhírnév megsértése;
- e) a magántitokhoz és a személyes adatok védelméhez való jog megsértése;
- f) a névviseléshez való jog megsértése;
- g) a képmáshoz és a hangfelvételhez való jog megsértése.[3]

A törvénykönyvben nevesített személyiségi jogok mellett egyéb nem nevesített személyiségi jogok is léteznek, valamint újak alakulhatnak ki a jövőben például társadalmi, gazdasági vagy technológiai változások következtében.

## Funkciói
A sérelemdíj a személyiségi jogok megsértésének vagyoni elégtétellel történő közvetett kompenzációja és egyben magánjogi büntetése.
A sérelemdíj célja tehát kettős:
a) a személyiségi sérelem közvetett vagyoni kompenzálása, és
b) a személyiségi jogsértés magánjogi büntetése.
A sérelemdíj nem kártérítés, ezért a sérelemdíj már nem a kártérítési jogban, hanem a személyiségi jogsértésért járó szankciók között került elhelyezésre, hiszen a jogalkotó is elismeri, hogy a nem vagyoni sérelmeket vagyoni eszközökkel csak közvetetten lehet kompenzálni.
A Fővárosi Ítélőtábla Polgári Kollégiuma úgy fogalmaz 1/2013. (VI. 17.) számú határozatával elfogadott kollégiumi véleményében, hogy “a kompenzációra és elégtételre való törekvés a jogvédelemre szoruló sértettnek, míg a büntetés a jogsértőnek szól (visszatartási cél)”, továbbá a “sérelemdíjjal szembeni követelmény, hogy az alanyi jog védelmet nyerjen, egyúttal a jogsértőket visszatartsa a sérelmet okozó magatartástól”.

## Összegének meghatározása
A sérelemdíj mértékére nem a kártérítési szabályok mérvadóak, hanem a Ptk. 2:52 § (3) bekezdésében külön nevesített szempontok.
E szerint a sérelemdíj mértékét a bíróság az eset körülményeire - különösen a jogsértés súlyára, ismétlődő jellegére, a felróhatóság mértékére, a jogsértésnek a sértettre és környezetére gyakorolt hatására - tekintettel, egy összegben határozza meg.
Ezek a szempontok is jelzik, hogy mind a sérelmet szenvedett fél oldalán bekövetkező hátrány mértéke, mind a jogsértő magatartásának súlyossága befolyásolja a sérelemdíj mértékét. Az ismétlődő jelleg, illetve a felróhatóság mértéke egyértelműen a jogsértő magatartásának mérlegelése (büntető célzat), míg a sértettre és környezetére gyakorolt hatás a sérelmet szenvedett félt ért hátrány figyelembevétele (kompenzációs célzat).
A joggyakorlat által kimunkált fontos szempontok lehetnek még a sérelemért felelős felek vagyoni viszonyai, a jogsértő elleni korábbi marasztalások vagy a sérelmet szenvedett fél közrehatása a jogsértés bekövetkeztében.

## Jogalapja
Jogalapja, azaz konjunktív (együttes) feltételei:
a) a személyiségi jogsértés ténye (mint jogellenes magatartás), és
b) a jogsértő felelősségének fennállta (a kártérítési fejezet felelősségi szabályai szerint), és
c) a jogellenességet kizáró, illetve mentesítő körülmények hiánya.
A jogsértő felelőssége mindig az adott esetre alkalmazandó kártérítési felelősségi szabályok irányadóak, így a sérelemdíj gyakran felróhatóságtól függő szankció, de lehet objektív, vétkességtől független szankció is (termékfelelőség, veszélyes üzemi felelősség, munkáltatói kárfelelősség).

## Hatályba lépés
Az új Ptk. által bevezetett sérelemdíj jogintézményét a 2014. március 15. napját követő jogviszonyok esetében lehet és kell alkalmazni. A 2013. évi CLXXVII. tv. 54. §-ának rendelkezése alapján az új Ptk. hatálybalépése előtt megkezdett, folyamatosan tanúsított jogsértő magatartásra – ideértve a mulasztást is – a régi Ptk. rendelkezéseit kell alkalmazni még akkor is, ha a jogsértő magatartás befejezése az új Ptk. hatálybalépése utáni időpontra esik.

## Az igény érvényesítése
A korábbi 1959. évi Ptk. alapján az, akit személyhez fűződő jogaiban megsértettek, nem vagyoni kártérítés iránti igényt érvényesíthetett bíróság előtt. Ugyanakkor a nem vagyoni kártérítés összegének bizonyítása igen nehéz volt és a személyhez fűződő jogaiban megsértett fél számos esetben komoly, összetett és sokszor méltánytalan bizonyítási eljárásra kényszerült.
Az új 2013. évi Ptk. viszont a sérelem bekövetkeztét a jogsértés megvalósulásával vélelmezi, ezért önmagában azt, hogy a sérelem hátrányt okozott, a sérelmet szenvedett félnek már nem kell bizonyítania, a sérelem bekövetkeztének ténye már önmagában elegendő a sérelemdíj megállapításához.
Az új törvénykönyv 2:52 § (2) bekezdése szerint "a sérelemdíjra való jogosultsághoz a jogsértés tényén kívül további hátrány bekövetkeztének bizonyítása nem szükséges". Mivel azonban az (1) bekezdés szövege úgy rendelkezik, hogy sérelemdíjat nem vagyoni sérelemért lehet követelni, így a bírósági gyakorlat a kezdeti vita után arra az álláspontra helyezkedett, hogy a jogsértés ténye önmagában nem elegendő a sérelemdíj megítéléséhez (szemben a Ptk. 2:51. §-ban foglalt felróhatóságtól független szankciók esetével), nem vagyoni sérelem (pl. testi vagy lelki változás, illetve a személyiséget körülvevő társadalmi, természeti környezetnek a személyiségre hátrányos megváltozása (PJD2017. 3.)) bekövetkezte is szükséges. E sérelem bekövetkeztét a bíróság általában vélelmezi, vagy köztudomású tényként elfogadja, azonban ez a vélelem megdönthető. A sérelmen felül azonban abból fakadó további hátrány (pl. életvitel elnehezülés) bizonyítása nem szükséges, de a sérelemdíj mértékének mérlegeléssel történő meghatározása során fontos tényező lehet.

## Mentesülés a sérelemdíj alól
Az egyes kártérítési felelősségi alakzatok különböző kimentési szabályokat írnak elő, amik a sérelemdíj megítélése során is releváns tényezők.
Általánosságban, aki másnak jogellenesen kárt okoz, köteles azt megtéríteni, amely kötelezettség alól csak akkor mentesülhet, ha bizonyítja, hogy magatartása neki nem felróható. A felróhatóságot az adott helyzetben elvárható magatartás megsértése jelenti.
Nem jogellenes a károkozás, ha a károkozó a kárt
- a károsult beleegyezésével okozta (pl. küzdősport),
- jogtalan támadás vagy jogtalan és közvetlen támadásra utaló fenyegetés elhárítása érdekében okozta (feltéve, ha az elhárításhoz szükséges mértéket a károkozó nem lépte túl),
- szükséghelyzetben, azzal arányos mértékben okozta (szomszédjogok esetkörében, mint pl. áthajló ágak levágása stb.),
- jogszabály által megengedett magatartással okozták, feltéve, hogy ez a magatartás más személy jogilag védett érdekét nem sérti vagy jogszabály kártalanítás fizetését rendeli (pl. építési engedéllyel épült épület elveszi a szomszéd lakás benapozottságát stb.).

Néhány különös kimentési szabály:
A veszélyes üzemi felelősség: Aki fokozott veszéllyel járó tevékenységet folytat, köteles az ebből eredő kárt megtéríteni. Mentesül a felelősség alól, ha bizonyítja, hogy a kárt olyan elháríthatatlan ok idézte elő, amely a fokozott veszéllyel járó tevékenység körén kívül esik.
A termékfelelősség: A termékkárért (halál, testi sérülés vagy más dologban okozott kár) a hibás termék gyártója felelősséggel tartozik. A gyártó akkor mentesül a felelősség alól, ha bizonyítja, hogy a) a terméket nem hozta forgalomba; b) terméket nem üzletszerű forgalmazás céljából állította elő, illetve azt nem üzletszerű gazdasági tevékenység körében gyártotta vagy forgalmazta; c) a termék az általa történő forgalomba hozatal időpontjában hibátlan volt, és a hiba oka később keletkezett; d) a termék általa történő forgalomba hozatala időpontjában a hiba a tudomány és a technika állása szerint nem volt felismerhető; vagy e) a termék hibáját jogszabály vagy kötelező hatósági előírás alkalmazása okozta. Az alapanyag vagy a résztermék gyártója mentesül a felelősség alól, ha bizonyítja, hogy a) a hibát a végtermék szerkezete, illetve összetétele okozta; vagy b) a hiba a végterméket gyártó utasításának a következménye. A gyógyszer előírás szerinti alkalmazásával okozott kár esetén a gyártó az (1) bekezdés d) pontjában foglaltakra hivatkozással nem mentesülhet a felelősség alól.
A munkáltatói felelősség: A munkáltató köteles megtéríteni a munkavállalónak a munkaviszonnyal összefüggésben okozott kárt. Mentesül a felelősség alól, ha bizonyítja, hogy a) a kárt az ellenőrzési körén kívül eső olyan körülmény okozta, amellyel nem kellett számolnia és nem volt elvárható, hogy a károkozó körülmény bekövetkezését elkerülje vagy a kárt elhárítsa, vagy b) a kárt kizárólag a károsult elháríthatatlan magatartása okozta.